# Brasilien i olympiska sommarspelen 2012
Brasilien deltog vid de olympiska sommarspelen 2012 i London, Storbritannien, som arrangerades mellan den 27 juli och den 12 augusti 2012.

## Medaljörer
| Medalj | Namn                                 | Sport          | Gren                    |
| ------ | ------------------------------------ | -------------- | ----------------------- |
| Guld   | Sarah Menezes                        | Judo           | Damernas 48 kg          |
| Guld   | Arthur Zanetti                       | Gymnastik      | Herrarnas ringar        |
| Guld   | Brasiliens damlandslag i volleyboll  | Volleyboll     | Damernas turnering      |
| Silver | Esquiva Falcão Florentino            | Boxning        | Herrarnas mellanvikt    |
| Silver | Brasiliens U23-landslag i fotboll    | Fotboll        | Herrarnas turnering     |
| Silver | Thiago Pereira                       | Simning        | Herrarnas 400 m medley  |
| Silver | Alison Cerutti Emanuel Rego          | Volleyboll     | Herrarnas beachvolley   |
| Silver | Brasiliens herrlandslag i volleyboll | Volleyboll     | Herrarnas turnering     |
| Brons  | Adriana Araújo                       | Boxning        | Damernas lättvikt       |
| Brons  | Yamaguchi Falcão Florentino          | Boxning        | Herrarnas lätt tungvikt |
| Brons  | Felipe Kitadai                       | Judo           | Herrarnas 60 kg         |
| Brons  | Mayra Aguiar                         | Judo           | Damernas 78 kg          |
| Brons  | Rafael Silva                         | Judo           | Herrarnas +100 kg       |
| Brons  | Yane Marques                         | Modern femkamp | Individuellt            |
| Brons  | Robert Scheidt Bruno Prada           | Segling        | Herrarnas starbåt       |
| Brons  | César Cielo                          | Simning        | Herrarnas 50 m frisim   |
| Brons  | Juliana Felisberta Larissa França    | Volleyboll     | Damernas beachvolley    |

## Basketboll

### Herrarnas turnering
| Pos. | Nr | Namn                     | Ålder                  | Längd  | Klubb                |
| ---- | -- | ------------------------ | ---------------------- | ------ | -------------------- |
| G/F  | 4  | Marcelo Machado          | 37 - 12 april 1975     | 2.01 m | CR Flamengo          |
| PG   | 5  | Raul Togni Neto          | 20 - 19 maj 1992       | 1.85 m | Lagun Aro            |
| C    | 6  | Caio Torres              | 25 - 3 juni 1987       | 2.11 m | CR Flamengo          |
| PG   | 7  | Larry Taylor             | 31 - 31 oktober 1980   | 1.85 m | Bauru Basketball     |
| G/F  | 8  | Alex Garcia              | 32 - 4 mars 1980       | 1.91 m | UniCEUB/BRB          |
| PG   | 9  | Marcelinho Huertas       | 29 - 25 maj 1983       | 1.91 m | FC Barcelona Bàsquet |
| SG   | 10 | Leandro Barbosa          | 29 - 28 november 1982  | 1.91 m | Indiana Pacers       |
| F/C  | 11 | Anderson Varejão         | 29 - 28 september 1982 | 2.11 m | Cleveland Cavaliers  |
| F    | 12 | Guilherme Giovannoni     | 32 - 2 juni 1980       | 2.04 m | UniCEUB/BRB          |
| F/C  | 13 | Nenê Hilário             | 29 - 13 september 1982 | 2.11 m | Washington Wizards   |
| F    | 14 | Marcus Vinicius de Souza | 28 - 31 maj 1984       | 2.08 m | CR Flamengo          |
| C    | 15 | Tiago Splitter           | 27 - 1 januari 1985    | 2.11 m | San Antonio Spurs    |

- Gruppspel

| Lag            | S | V | O | F | GM  | IM  | MS   | P  |
| -------------- | - | - | - | - | --- | --- | ---- | -- |
| Ryssland       | 5 | 5 | 0 | 0 | 403 | 359 | +44  | 10 |
| Brasilien      | 5 | 4 | 0 | 1 | 402 | 349 | +53  | 9  |
| Spanien        | 5 | 3 | 0 | 2 | 414 | 394 | +20  | 8  |
| Australien     | 5 | 2 | 0 | 3 | 410 | 373 | +37  | 7  |
| Storbritannien | 5 | 1 | 0 | 4 | 370 | 405 | −35  | 6  |
| Kina           | 5 | 0 | 0 | 5 | 313 | 439 | −126 | 5  |

|  | 29 juli 2012 | Brasilien | 75 – 71 | Australien | Basketball Arena, London |  |
|  |              |           |         |            |                          |  |
|  |              |           |         |            |                          |  |
|  |              |           |         |            |                          |  |

|  | 31 juli 2012 | Storbritannien | 62 – 67 | Brasilien | Basketball Arena, London |  |
|  |              |                |         |           |                          |  |
|  |              |                |         |           |                          |  |
|  |              |                |         |           |                          |  |

|  | 2 augusti 2012 | Brasilien | 74 – 75 | Ryssland | Basketball Arena, London |  |
|  |                |           |         |          |                          |  |
|  |                |           |         |          |                          |  |
|  |                |           |         |          |                          |  |

|  | 4 augusti 2012 | Kina | 59 – 98 | Brasilien | Basketball Arena, London |  |
|  |                |      |         |           |                          |  |
|  |                |      |         |           |                          |  |
|  |                |      |         |           |                          |  |

|  | 6 augusti 2012 | Spanien | 82 – 88 | Brasilien | Basketball Arena, London |  |
|  |                |         |         |           |                          |  |
|  |                |         |         |           |                          |  |
|  |                |         |         |           |                          |  |

- Slutspel

|  | Kvartsfinal | Kvartsfinal | Kvartsfinal |    |           | Semifinal | Semifinal | Semifinal |            |            | Final      | Final     | Final |
|  |             |             |             |    |           |           |           |           |            |            |            |           |       |
|  | B1          | Ryssland    | 83          |    |           |           |           |           |            |            |            |           |       |
|  |             |             | 83          |    |           |           |           |           |            |            |            |           |       |
|  | A4          | Litauen     | 74          |    |           |           |           |           |            |            |            |           |       |
|  | A4          | Litauen     | 74          |    | B1        | Ryssland  | 59        |           |            |            |            |           |       |
|  |             |             |             |    | B1        | Ryssland  | 59        |           |            |            |            |           |       |
|  |             | B3          | Spanien     | 67 |           |           |           |           |            |            |            |           |       |
|  | A2          | B3          | Spanien     | 67 | Frankrike | 59        |           |           |            |            |            |           |       |
|  | A2          |             |             |    | Frankrike | 59        |           |           |            |            |            |           |       |
|  | B3          | Spanien     | 66          |    |           |           |           |           |            |            |            |           |       |
|  |             |             |             |    |           |           |           |           |            | B3         | Spanien    | 100       |       |
|  |             |             |             |    |           |           |           |           |            | A1         | USA        | 107       |       |
|  | A1          | USA         | 119         |    |           |           |           |           |            |            |            |           |       |
|  | A1          | USA         | 119         |    |           |           |           |           |            |            |            |           |       |
|  | B4          | Australien  | 86          |    |           |           |           |           |            |            |            |           |       |
|  | B4          | Australien  | 86          |    | A1        | USA       | 109       |           | Bronsmatch | Bronsmatch | Bronsmatch |           |       |
|  |             |             |             |    | A1        | USA       | 109       |           | Bronsmatch | Bronsmatch | Bronsmatch |           |       |
|  |             | A3          | Argentina   | 83 |           |           |           |           |            |            |            |           |       |
|  | B2          | A3          | Argentina   | 83 | Brasilien | 77        |           | B1        | Ryssland   | 81         |            |           |       |
|  | B2          |             |             |    | Brasilien | 77        |           | B1        | Ryssland   | 81         |            |           |       |
|  | A3          | Argentina   | 82          |    |           |           |           |           |            |            | A3         | Argentina | 77    |
|  |             |             |             |    |           |           |           |           |            |            |            |           |       |

|  | 8 augusti 2012 | Brasilien | 77 – 82   | Argentina | North Greenwich Arena, London |  |
|  |                |           | (Rapport) |           |                               |  |
|  |                |           |           |           |                               |  |
|  |                |           |           |           |                               |  |

### Damernas turnering
| \| \| Pos. \| Namn \| Ålder \| \| Klubb \| \| \| ---- \| ------------------------------ \| ------------------ \| \| ------------------ \| \| \| \| Adriana Moisés Pinto (BRA) \| .. år (19XX-XX-XX) \| \| Basket Parma \| \| \| \| Karla Costa (BRA) \| .. år (19XX-XX-XX) \| \| Americana \| \| \| \| Patrícia Ferreira (BRA) \| .. år (19XX-XX-XX) \| \| Ouirinhos Basquete \| \| \| \| Joice Rodrigues (BRA) \| .. år (19XX-XX-XX) \| \| Ouirinhos Basquete \| \| \| \| Franciele Nascimento (BRA) \| .. år (19XX-XX-XX) \| \| Hondarribia \| \| \| \| Silvia Gustavo (BRA) \| .. år (19XX-XX-XX) \| \| Ouirinhos Basquete \| \| \| \| Clarissa dos Santos (BRA) \| .. år (19XX-XX-XX) \| \| Americana \| \| \| \| Damiris Dantas do Amaral (BRA) \| .. år (19XX-XX-XX) \| \| Minnesota Lynx \| \| \| \| Nádia Colhado (BRA) \| .. år (19XX-XX-XX) \| \| Santo Andre \| \| \| \| Érika de Souza (BRA) \| .. år (19XX-XX-XX) \| \| Atlanta Dream \| \| \| \| Tássia Carcavalli (BRA) \| .. år (19XX-XX-XX) \| \| Americana \| | Förbundskapten(-er): (?)                     |                                |                    |           |                    |
| \| \| Pos. \| Namn \| Ålder \| \| Klubb \| \| \| ---- \| ------------------------------ \| ------------------ \| \| ------------------ \| \| \| \| Adriana Moisés Pinto (BRA) \| .. år (19XX-XX-XX) \| \| Basket Parma \| \| \| \| Karla Costa (BRA) \| .. år (19XX-XX-XX) \| \| Americana \| \| \| \| Patrícia Ferreira (BRA) \| .. år (19XX-XX-XX) \| \| Ouirinhos Basquete \| \| \| \| Joice Rodrigues (BRA) \| .. år (19XX-XX-XX) \| \| Ouirinhos Basquete \| \| \| \| Franciele Nascimento (BRA) \| .. år (19XX-XX-XX) \| \| Hondarribia \| \| \| \| Silvia Gustavo (BRA) \| .. år (19XX-XX-XX) \| \| Ouirinhos Basquete \| \| \| \| Clarissa dos Santos (BRA) \| .. år (19XX-XX-XX) \| \| Americana \| \| \| \| Damiris Dantas do Amaral (BRA) \| .. år (19XX-XX-XX) \| \| Minnesota Lynx \| \| \| \| Nádia Colhado (BRA) \| .. år (19XX-XX-XX) \| \| Santo Andre \| \| \| \| Érika de Souza (BRA) \| .. år (19XX-XX-XX) \| \| Atlanta Dream \| \| \| \| Tássia Carcavalli (BRA) \| .. år (19XX-XX-XX) \| \| Americana \| | Positioner: G - Guard C - Center F - Forward |                                |                    |           |                    |
| \| \| Pos. \| Namn \| Ålder \| \| Klubb \| \| \| ---- \| ------------------------------ \| ------------------ \| \| ------------------ \| \| \| \| Adriana Moisés Pinto (BRA) \| .. år (19XX-XX-XX) \| \| Basket Parma \| \| \| \| Karla Costa (BRA) \| .. år (19XX-XX-XX) \| \| Americana \| \| \| \| Patrícia Ferreira (BRA) \| .. år (19XX-XX-XX) \| \| Ouirinhos Basquete \| \| \| \| Joice Rodrigues (BRA) \| .. år (19XX-XX-XX) \| \| Ouirinhos Basquete \| \| \| \| Franciele Nascimento (BRA) \| .. år (19XX-XX-XX) \| \| Hondarribia \| \| \| \| Silvia Gustavo (BRA) \| .. år (19XX-XX-XX) \| \| Ouirinhos Basquete \| \| \| \| Clarissa dos Santos (BRA) \| .. år (19XX-XX-XX) \| \| Americana \| \| \| \| Damiris Dantas do Amaral (BRA) \| .. år (19XX-XX-XX) \| \| Minnesota Lynx \| \| \| \| Nádia Colhado (BRA) \| .. år (19XX-XX-XX) \| \| Santo Andre \| \| \| \| Érika de Souza (BRA) \| .. år (19XX-XX-XX) \| \| Atlanta Dream \| \| \| \| Tássia Carcavalli (BRA) \| .. år (19XX-XX-XX) \| \| Americana \| | Spelarnas åldrar och klubb per 27 juli 2012. |                                |                    |           |                    |
| | Pos.                                         | Namn                           | Ålder              |           | Klubb              |
| |                                              | Adriana Moisés Pinto (BRA)     | .. år (19XX-XX-XX) | Italien   | Basket Parma       |
| |                                              | Karla Costa (BRA)              | .. år (19XX-XX-XX) | Brasilien | Americana          |
| |                                              | Patrícia Ferreira (BRA)        | .. år (19XX-XX-XX) | Brasilien | Ouirinhos Basquete |
| |                                              | Joice Rodrigues (BRA)          | .. år (19XX-XX-XX) | Brasilien | Ouirinhos Basquete |
| |                                              | Franciele Nascimento (BRA)     | .. år (19XX-XX-XX) | Spanien   | Hondarribia        |
| |                                              | Silvia Gustavo (BRA)           | .. år (19XX-XX-XX) | Brasilien | Ouirinhos Basquete |
| |                                              | Clarissa dos Santos (BRA)      | .. år (19XX-XX-XX) | Brasilien | Americana          |
| |                                              | Damiris Dantas do Amaral (BRA) | .. år (19XX-XX-XX) | USA       | Minnesota Lynx     |
| |                                              | Nádia Colhado (BRA)            | .. år (19XX-XX-XX) | Brasilien | Santo Andre        |
| |                                              | Érika de Souza (BRA)           | .. år (19XX-XX-XX) | USA       | Atlanta Dream      |
| |                                              | Tássia Carcavalli (BRA)        | .. år (19XX-XX-XX) | Brasilien | Americana          |

- Gruppspel

| Lag            | S | V | O | F | GM  | IM  | MS  | P  |
| -------------- | - | - | - | - | --- | --- | --- | -- |
| Frankrike      | 5 | 5 | 0 | 0 | 356 | 319 | +37 | 10 |
| Australien     | 5 | 4 | 0 | 1 | 353 | 322 | +31 | 9  |
| Ryssland       | 5 | 3 | 0 | 2 | 314 | 308 | +6  | 8  |
| Kanada         | 5 | 2 | 0 | 3 | 328 | 332 | −4  | 7  |
| Brasilien      | 5 | 1 | 0 | 4 | 329 | 354 | −25 | 6  |
| Storbritannien | 5 | 0 | 0 | 5 | 327 | 372 | −45 | 5  |

|  | 28 juli 2012 | Brasilien | 58–73 | Frankrike | Basketball Arena, London |  |
|  |              |           |       |           |                          |  |
|  |              |           |       |           |                          |  |
|  |              |           |       |           |                          |  |

|  | 30 juli 2012 | Ryssland | 69–59 | Brasilien | Basketball Arena, London |  |
|  |              |          |       |           |                          |  |
|  |              |          |       |           |                          |  |
|  |              |          |       |           |                          |  |

|  | 3 augusti 2012 | Brasilien | 73–79 | Kanada | Basketball Arena, London |  |
|  |                |           |       |        |                          |  |
|  |                |           |       |        |                          |  |
|  |                |           |       |        |                          |  |

|  | 5 augusti 2012 | Storbritannien | 66–78 | Brasilien | Basketball Arena, London |  |
|  |                |                |       |           |                          |  |
|  |                |                |       |           |                          |  |
|  |                |                |       |           |                          |  |

## Bordtennis
Herrar
| Spelare                                    | Gren   | Inledande omgång     | Runda 1              | Runda 2              | Runda 3              | Runda 4              | Kvartsfinal          | Semifinal            | Final                | Final            |
| Spelare                                    | Gren   | Motståndare Resultat | Motståndare Resultat | Motståndare Resultat | Motståndare Resultat | Motståndare Resultat | Motståndare Resultat | Motståndare Resultat | Motståndare Resultat | Placering        |
| ------------------------------------------ | ------ | -------------------- | -------------------- | -------------------- | -------------------- | -------------------- | -------------------- | -------------------- | -------------------- | ---------------- |
| Hugo Hoyama                                | Singel | BYE                  | Wang Z (POL) L 3–4   | Gick inte vidare     | Gick inte vidare     | Gick inte vidare     | Gick inte vidare     | Gick inte vidare     | Gick inte vidare     | Gick inte vidare |
| Gustavo Tsuboi                             | Singel | BYE                  | Ghosh (IND) L 2–4    | Gick inte vidare     | Gick inte vidare     | Gick inte vidare     | Gick inte vidare     | Gick inte vidare     | Gick inte vidare     | Gick inte vidare |
| Hugo Hoyama Thiago Monteiro Gustavo Tsuboi | Lag    | i.u.                 | i.u.                 | i.u.                 | i.u.                 | Hongkong L 3–0       | Gick inte vidare     | Gick inte vidare     | Gick inte vidare     | Gick inte vidare |

Damer
| Spelare                               | Gren   | Inledande omgång     | Runda 1              | Runda 2              | Runda 3              | Runda 4              | Kvartsfinal          | Semifinal            | Final                | Final            |
| Spelare                               | Gren   | Motståndare Resultat | Motståndare Resultat | Motståndare Resultat | Motståndare Resultat | Motståndare Resultat | Motståndare Resultat | Motståndare Resultat | Motståndare Resultat | Placering        |
| ------------------------------------- | ------ | -------------------- | -------------------- | -------------------- | -------------------- | -------------------- | -------------------- | -------------------- | -------------------- | ---------------- |
| Caroline Kumahara                     | Singel | Farah (DJI) W 4–0    | Parker (GBR) L 0–4   | Gick inte vidare     | Gick inte vidare     | Gick inte vidare     | Gick inte vidare     | Gick inte vidare     | Gick inte vidare     | Gick inte vidare |
| Lígia Silva                           | Singel | Lulu (VAN) W 4–0     | JF Lay (AUS) L 1–4   | Gick inte vidare     | Gick inte vidare     | Gick inte vidare     | Gick inte vidare     | Gick inte vidare     | Gick inte vidare     | Gick inte vidare |
| Gui Lin Caroline Kumahara Lígia Silva | Lag    | i.u.                 | i.u.                 | i.u.                 | i.u.                 | Sydkorea L 3–0       | Gick inte vidare     | Gick inte vidare     | Gick inte vidare     | Gick inte vidare |

## Boxning
Herrar
| Boxare            | Gren            | Sextondelsfinal       | Åttondelsfinal           | Kvartsfinal           | Semifinal                | Final                | Final            |
| Boxare            | Gren            | Motståndare Resultat  | Motståndare Resultat     | Motståndare Resultat  | Motståndare Resultat     | Motståndare Resultat | Placering        |
| ----------------- | --------------- | --------------------- | ------------------------ | --------------------- | ------------------------ | -------------------- | ---------------- |
| Julião Henriques  | Flyweight       | Pak J-c (PRK) W 12–8  | Cintrón (PUR) L 13-18    | Did not advance       | Did not advance          | Did not advance      | Did not advance  |
| Robenílson Vieira | Bantamvikt      | Shayimov (UZB) W 13–7 | Vodopyanov (RUS) W 13–11 | Álvarez (CUB) L 11–16 | Gick inte vidare         | Gick inte vidare     | Gick inte vidare |
| Robson Conceição  | Lättvikt        | Taylor (GBR) L 9–13   | Gick inte vidare         | Gick inte vidare      | Gick inte vidare         | Gick inte vidare     | Gick inte vidare |
| Éverton Lopes     | Lätt weltervikt | BYE                   | Iglesias (CUB) L 15–18   | Gick inte vidare      | Gick inte vidare         | Gick inte vidare     | Gick inte vidare |
| Myke Carvalho     | Weltervikt      | Spence (USA) L 10–16  | Gick inte vidare         | Gick inte vidare      | Gick inte vidare         | Gick inte vidare     | Gick inte vidare |
| Esquiva Falcão    | Mellanvikt      | BYE                   | Migitinov (AZE) W 24–11  | Harcsa (HUN) W 14–10  | Ogogo (GBR) W 16–9       | Murata (JPN) L 13–14 | 2                |
| Yamaguchi Falcão  | Lätt tungvikt   | Sangwan (IND) W 15–14 | Meng Fl (CHN) W 17–17    | Peraza (CUB) W 18–15  | Mekhontsev (RUS) L 11–23 | Did not advance      | 3                |

Damer
| Boxare         | Gren       | Åttondelsfinal           | Kvartsfinal          | Semifinal              | Final                | Final            |
| Boxare         | Gren       | Motståndare Resultat     | Motståndare Resultat | Motståndare Resultat   | Motståndare Resultat | Placering        |
| -------------- | ---------- | ------------------------ | -------------------- | ---------------------- | -------------------- | ---------------- |
| Erica Matos    | Flugvikt   | Magliocco (VEN) L 14–15  | Gick inte vidare     | Gick inte vidare       | Gick inte vidare     | Gick inte vidare |
| Adriana Araújo | Lättvikt   | Khassenova (KAZ) W 16–14 | Oubtil (MAR) W 16–12 | Ochigava (RUS) L 11–17 | Gick inte vidare     | 3                |
| Roseli Feitosa | Mellanvikt | Li Jz (CHN) L 14–19      | Gick inte vidare     | Gick inte vidare       | Gick inte vidare     | Gick inte vidare |

## Brottning
Damer, fristil
| Brottare             | Gren   | Kvalomgång           | Åttondelsfinal        | Kvartsfinal          | Semifinal            | Återkval 1           | Återkval 2           | Final / brons        | Final / brons |
| Brottare             | Gren   | Motståndare Resultat | Motståndare Resultat  | Motståndare Resultat | Motståndare Resultat | Motståndare Resultat | Motståndare Resultat | Motståndare Resultat | Placering     |
| -------------------- | ------ | -------------------- | --------------------- | -------------------- | -------------------- | -------------------- | -------------------- | -------------------- | ------------- |
| Joice Souza da Silva | -55 kg | BYE                  | Zjolobova (RUS) L 0–3 | Gick inte vidare     | Gick inte vidare     | Gick inte vidare     | Gick inte vidare     | Gick inte vidare     | 12            |

## Bågskytte
Damer
| Bågskytt      | Gren                   | Ranking-runda | Ranking-runda | 32-delsfinal                 | Sextondelsfinal   | Åttondelsfinal    | Kvartsfinal       | Semifinal         | Final             | Final            |
| Bågskytt      | Gren                   | Poäng         | Seedning      | Motståndare Poäng            | Motståndare Poäng | Motståndare Poäng | Motståndare Poäng | Motståndare Poäng | Motståndare Poäng | Placering        |
| ------------- | ---------------------- | ------------- | ------------- | ---------------------------- | ----------------- | ----------------- | ----------------- | ----------------- | ----------------- | ---------------- |
| Daniel Xavier | Herrarnas individuella | 653           | 51            | Dobrowolski (POL) (14) L 3–7 | Gick inte vidare  | Gick inte vidare  | Gick inte vidare  | Gick inte vidare  | Gick inte vidare  | Gick inte vidare |

## Cykling

### Landsväg

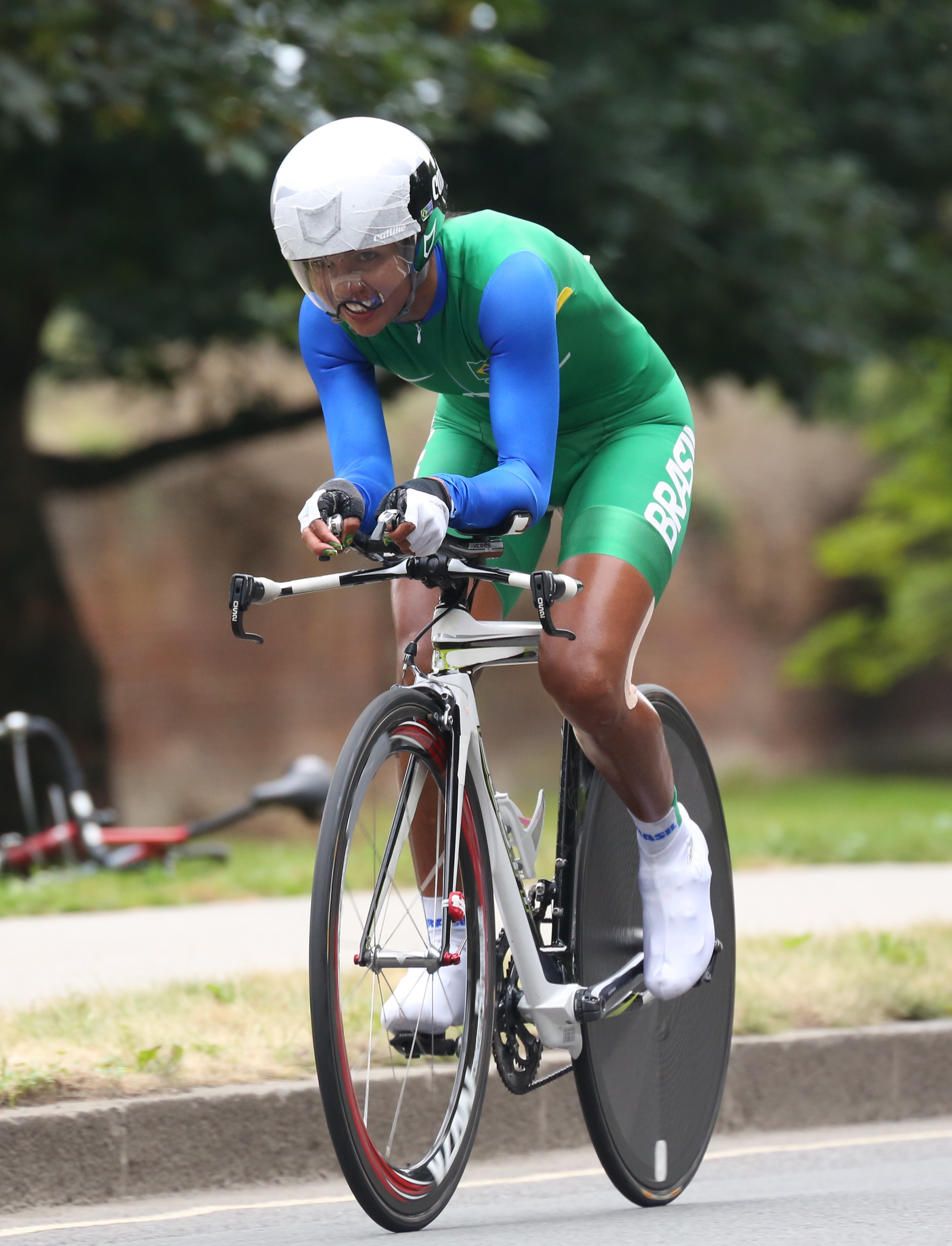
Clemilda Fernandes i damernas tempolopp

Herrar
| Cyklist         | Gren                | Tid      | Placering |
| --------------- | ------------------- | -------- | --------- |
| Murilo Fischer  | Herrarnas linjelopp | 5:46:37  | 31        |
| Magno Nazaret   | Herrarnas linjelopp | DNF      | DNF       |
| Magno Nazaret   | Herrarnas tempolopp | 55:50.77 | 26        |
| Gregolry Panizo | Herrarnas linjelopp | DNF      | DNF       |

Damer
| Cyklist            | Gren               | Tid      | Placering |
| ------------------ | ------------------ | -------- | --------- |
| Clemilda Fernandes | Damernas linjelopp | 3:35:56  | 23        |
| Clemilda Fernandes | Damernas tempolopp | 41:25:39 | 18        |
| Janildes Fernandes | Damernas linjelopp | DNF      | DNF       |
| Fernanda Souza     | Damernas linjelopp | OTL      | OTL       |

### Mountainbike
| Cyklist         | Gren                  | Tid     | Placering |
| --------------- | --------------------- | ------- | --------- |
| Rubens Donizete | Herrarnas terränglopp | 1:34:23 | 24        |

### BMX
| Cyklist        | Gren          | Seedning | Seedning  | Kvartsfinal | Kvartsfinal | Semifinal        | Semifinal        | Final            | Final            |
| Cyklist        | Gren          | Resultat | Placering | Poäng       | Placering   | Poäng            | Placering        | Resultat         | Placering        |
| -------------- | ------------- | -------- | --------- | ----------- | ----------- | ---------------- | ---------------- | ---------------- | ---------------- |
| Renato Rezende | Herrarnas BMX | 38.628   | 8         | 36          | 8           | Gick inte vidare | Gick inte vidare | Gick inte vidare | Gick inte vidare |
| Squel Stein    | Damernas BMX  | 42.995   | 15        | i.u.        | i.u.        | 28               | 8                | Gick inte vidare | Gick inte vidare |

## Fotboll

### Damernas turnering
Coach: Jorge Barcellos
| Nr | Pos. | Namn         | Födelsedatum (ålder)      | Matcher | Mål |           | Klubb               |
| -- | ---- | ------------ | ------------------------- | ------- | --- | --------- | ------------------- |
| 1  | MV   | Andréia      | 14 september 1977 (34 år) | 77      | 0   | Brasilien | Juventus            |
| 2  | A    | Fabiana      | 4 augusti 1989 (22 år)    | 27      | 1   | Ryssland  | WFC Rossiyanka      |
| 3  | F    | Daiane       | 15 april 1983 (29 år)     | 28      | 0   | Brasilien | São José            |
| 4  | F    | Aline (c)    | 6 juli 1982 (30 år)       | 50      | 5   | Ryssland  | WFC Rossiyanka      |
| 5  | F    | Érika        | 4 februari 1988 (24 år)   | 28      | 7   | Brasilien | Centro Olímpico     |
| 6  | A    | Maurine      | 14 januari 1986 (26 år)   | 32      | 4   | Brasilien | Centro Olímpico     |
| 7  | MF   | Ester        | 9 december 1982 (29 år)   | 54      | 1   | Ryssland  | WFC Rossiyanka      |
| 8  | MF   | Formiga      | 3 mars 1978 (34 år)       | 98      | 11  | Brasilien | São José            |
| 9  | A    | Thaís Guedes | 20 januari 1993 (19 år)   | 18      | 3   | Brasilien | Vitória das Tabocas |
| 10 | A    | Marta        | 19 februari 1986 (26 år)  | 68      | 67  | Sverige   | Tyresö              |
| 11 | A    | Cristiane    | 15 maj 1985 (27 år)       | 74      | 57  | Ryssland  | WFC Rossiyanka      |
| 12 | MF   | Rosana       | 7 juli 1982 (30 år)       | 83      | 14  | Brasilien | Centro Olímpico     |
| 13 | MF   | Francielle   | 18 oktober 1989 (22 år)   | 36      | 0   | Brasilien | São José            |
| 14 | MF   | Bruna        | 16 oktober 1985 (26 år)   | 0       | 0   | Brasilien | Foz Cataratas       |
| 15 | MF   | Danielli     | 21 januari 1987 (25 år)   | 9       | 0   | Brasilien | São José            |
| 16 | F    | Renata Costa | 8 juli 1986 (26 år)       | 74      | 7   | Brasilien | Foz Cataratas       |
| 17 | F    | Grazielle    | 28 mars 1981 (31 år)      | 35      | 7   | Brasilien | Portuguesa          |
| 18 | MV   | Bárbara      | 4 juli 1988 (24 år)       | 23      | 0   | Brasilien | Foz Cataratas       |

Gruppspel
| Nr | Lag            | S | V | O | F | GM | IM | MS  | P |
| -- | -------------- | - | - | - | - | -- | -- | --- | - |
| 1  | Storbritannien | 3 | 3 | 0 | 0 | 5  | 0  | +5  | 9 |
| 2  | Brasilien      | 3 | 2 | 0 | 1 | 6  | 1  | +5  | 6 |
| 3  | Nya Zeeland    | 3 | 1 | 0 | 2 | 3  | 3  | 0   | 3 |
| 4  | Kamerun        | 3 | 0 | 0 | 3 | 1  | 11 | −10 | 0 |

| 4 | 25 juli, 18:45 | Kamerun | 0 – 5 | Brasilien | Millennium Stadium, Cardiff |  |
|   |                |         |       |           |                             |  |
|   |                |         |       |           |                             |  |
|   |                |         |       |           |                             |  |

| 8 | 28 juli, 14:30 | Nya Zeeland | 0 – 1 | Brasilien | Millennium Stadium, Cardiff |  |
|   |                |             |       |           |                             |  |
|   |                |             |       |           |                             |  |
|   |                |             |       |           |                             |  |

| 18 | 31 juli, 19:45 | Storbritannien | 1 – 0 | Brasilien | Wembley Stadium, London |  |
|    |                |                |       |           |                         |  |
|    |                |                |       |           |                         |  |
|    |                |                |       |           |                         |  |

Slutspel
| 21 | 3 augusti, 17:00 | Brasilien | 0 – 2 | Japan | Millennium Stadium, Cardiff |  |
|    |                  |           |       |       |                             |  |
|    |                  |           |       |       |                             |  |
|    |                  |           |       |       |                             |  |

### Herrarnas turnering
Tränare: Mano Menezes
| Nr | Pos. | Namn           | Födelsedatum (ålder)      | Matcher | Mål |           | Klubb                  |
| -- | ---- | -------------- | ------------------------- | ------- | --- | --------- | ---------------------- |
| 1  | MV   | Gabriel        | 27 september 1992 (19 år) | 0       | 0   | Italien   | Milan                  |
| 2  | F    | Rafael         | 9 juli 1990 (22 år)       | 0       | 0   | England   | Manchester United FC   |
| 3  | F    | Thiago Silva*  | 22 september 1984 (27 år) | 2       | 0   | Frankrike | Paris Saint-Germain FC |
| 4  | F    | Juan Jesus     | 10 juni 1991 (21 år)      | 0       | 0   | Italien   | Internazionale         |
| 5  | MF   | Sandro         | 15 mars 1989 (23 år)      | 0       | 0   | England   | Tottenham Hotspur FC   |
| 6  | F    | Marcelo*       | 12 maj 1988 (24 år)       | 6       | 1   | Spanien   | Real Madrid            |
| 7  | MF   | Lucas          | 13 augusti 1992 (19 år)   | 0       | 0   | Brasilien | São Paulo              |
| 8  | MF   | Rômulo         | 19 september 1990 (21 år) | 0       | 0   | Ryssland  | Spartak Moscow         |
| 9  | A    | Leandro Damião | 22 juli 1989 (23 år)      | 0       | 0   | Brasilien | Internacional          |
| 10 | MF   | Oscar          | 9 september 1991 (20 år)  | 0       | 0   | England   | Chelsea                |
| 11 | A    | Neymar         | 5 februari 1992 (20 år)   | 0       | 0   | Brasilien | Santos                 |
| 12 | A    | Hulk*          | 25 juli 1986 (26 år)      | 0       | 0   | Portugal  | Porto                  |
| 13 | F    | Bruno Uvini    | 3 juni 1991 (21 år)       | 0       | 0   | Brasilien | São Paulo              |
| 14 | F    | Danilo         | 15 juli 1991 (21 år)      | 0       | 0   | Portugal  | Porto                  |
| 15 | F    | Alex Sandro    | 26 januari 1991 (21 år)   | 0       | 0   | Portugal  | Porto                  |
| 16 | MF   | Ganso          | 12 oktober 1989 (22 år)   | 0       | 0   | Brasilien | Santos                 |
| 17 | A    | Alexandre Pato | 2 september 1989 (22 år)  | 4       | 1   | Italien   | Milan                  |
| 18 | MV   | Neto           | 19 juli 1989 (23 år)      | 0       | 0   | Italien   | Fiorentina             |

Gruppspel
| Nr | Lag         | S | V | O | F | GM | IM | MS | P |
| -- | ----------- | - | - | - | - | -- | -- | -- | - |
| 1  | Brasilien   | 3 | 3 | 0 | 0 | 9  | 3  | +6 | 9 |
| 2  | Egypten     | 3 | 1 | 1 | 1 | 6  | 5  | +1 | 4 |
| 3  | Vitryssland | 3 | 1 | 0 | 2 | 3  | 6  | −3 | 3 |
| 4  | Nya Zeeland | 3 | 0 | 1 | 2 | 1  | 5  | −4 | 1 |

| 7 | 26 juli, 19:45 | Brasilien U23 | 3 – 2 | Egypten U23 | Millennium Stadium, Cardiff |  |
|   |                |               |       |             |                             |  |
|   |                |               |       |             |                             |  |
|   |                |               |       |             |                             |  |

| 9 | 29 juli, 15:00 | Brasilien U23 | 3 – 1 | Vitryssland U23 | Old Trafford, Manchester |  |
|   |                |               |       |                 |                          |  |
|   |                |               |       |                 |                          |  |
|   |                |               |       |                 |                          |  |

| 17 | 1 augusti, 14:30 | Brasilien U23 | 3 – 0 | Nya Zeeland U23 | St James' Park, Newcastle |  |
|    |                  |               |       |                 |                           |  |
|    |                  |               |       |                 |                           |  |
|    |                  |               |       |                 |                           |  |

Slutspel
| 27 | 4 augusti, 17:00 | Brasilien U23 | 3 – 2 | Honduras U23 | St James' Park, Newcastle |  |
|    |                  |               |       |              |                           |  |
|    |                  |               |       |              |                           |  |
|    |                  |               |       |              |                           |  |

| 30 | 7 augusti, 19:45 | Sydkorea U23 | 0 – 3 | Brasilien U23 | Old Trafford, Manchester |  |
|    |                  |              |       |               |                          |  |
|    |                  |              |       |               |                          |  |
|    |                  |              |       |               |                          |  |

| 32 | 11 augusti, 15:00 | Brasilien U23 | 1 – 2 | Mexiko U23 | Wembley Stadium, London |  |
|    |                   |               |       |            |                         |  |
|    |                   |               |       |            |                         |  |
|    |                   |               |       |            |                         |  |

## Friidrott
- Huvudartikel: Friidrott vid olympiska sommarspelen 2012

Förkortningar
- Notera – Placeringar gäller endast den tävlandes eget heat
- Q = Kvalificerade sig till nästa omgång via placering
- q = Kvalificerade sig på tid eller, i fältgrenarna, på placering utan att ha nått kvalgränsen
- NR = Nationellt rekord
- N/A = Omgången inte möjlig i grenen
- Bye = Idrottaren behövde inte delta i omgången

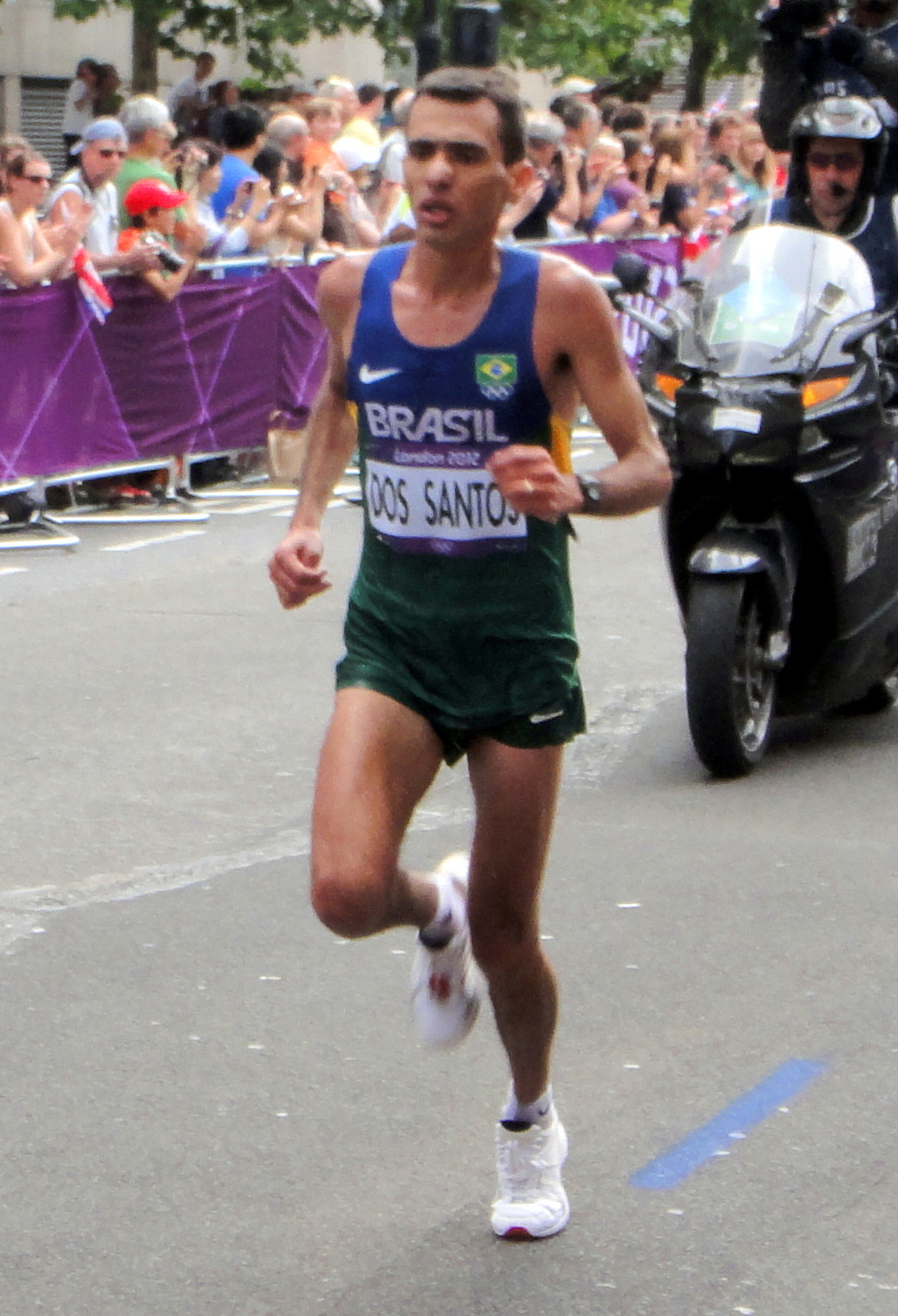
Marílson dos Santos i herrarnas maraton

Herrar
Bana och väg
| Idrottare                                                                                            | Gren       | Heat     | Heat      | Semifinal        | Semifinal        | Final            | Final            |
| Idrottare                                                                                            | Gren       | Resultat | Placering | Resultat         | Placering        | Resultat         | Placering        |
| --- | ---------- | -------- | --------- | ---------------- | ---------------- | ---------------- | ---------------- |
| Caio Bonfim                                                                                          | 20 km gång | i.u.     | i.u.      | i.u.             | i.u.             | 1:24:45          | 39               |
| Kléberson Davide                                                                                     | 800 m      | DNS      | DNS       | Gick inte vidare | Gick inte vidare | Gick inte vidare | Gick inte vidare |
| Franck de Almeida                                                                                    | Maraton    | i.u.     | i.u.      | i.u.             | i.u.             | 2:13:35          | 13               |
| Bruno de Barros                                                                                      | 200 m      | 20.52    | 2 Q       | 20.55            | 6                | Gick inte vidare | Gick inte vidare |
| Marílson dos Santos                                                                                  | Maraton    | i.u.     | i.u.      | i.u.             | i.u.             | 2:11:10          | 5                |
| Aldemir Gomes                                                                                        | 200 m      | 20.53    | 2 Q       | 20.63            | 5                | Gick inte vidare | Gick inte vidare |
| Paulo Roberto Paula                                                                                  | Maraton    | i.u.     | i.u.      | i.u.             | i.u.             | 2:12:17          | 8                |
| Fabiano Peçanha                                                                                      | 800 m      | 1:46.29  | 2 Q       | 1:46.29          | 7                | Gick inte vidare | Gick inte vidare |
| Sandro Viana                                                                                         | 200 m      | 21.05    | 7         | Gick inte vidare | Gick inte vidare | Gick inte vidare | Gick inte vidare |
| Nilson André Bruno de Barros Carlos Roberto de Morais Aldemir Gomes José Carlos Moreira Sandro Viana | 4 x 100 m  | 38.35    | 4         | i.u.             | i.u.             | Gick inte vidare | Gick inte vidare |

Fältgrenar
| Idrottare               | Gren           | Kval  | Kval      | Final            | Final            |
| Idrottare               | Gren           | Längd | Placering | Längd            | Placering        |
| ----------------------- | -------------- | ----- | --------- | ---------------- | ---------------- |
| Guilherme Cobbo         | Höjdhopp       | 2.21  | =16       | Gick inte vidare | Gick inte vidare |
| Fábio Gomes da Silva    | Stavhopp       | NM    | —         | Gick inte vidare | Gick inte vidare |
| Mauro Vinícius da Silva | Längdhopp      | 8.11  | 1 Q       | 8.01             | 7                |
| Ronald Julião           | Diskuskastning | 56.20 | 41        | Gick inte vidare | Gick inte vidare |
| Jonathan Silva          | Tresteg        | 15.59 | 26        | Gick inte vidare | Gick inte vidare |

Kombinerade grenar – tiokamp
| Idrottare              | Gren     | 100 m | LJ   | SP    | HJ   | 400 m | 110H  | DT    | PV   | JT    | 1500 m  | Final | Placering |
| ---------------------- | -------- | ----- | ---- | ----- | ---- | ----- | ----- | ----- | ---- | ----- | ------- | ----- | --------- |
| Luiz Alberto de Araújo | Resultat | 10.70 | 7.16 | 13.52 | 1.93 | 48.25 | 14.79 | 44.76 | 4.60 | 51.59 | 4:38.04 | 7849  | 19        |
| Luiz Alberto de Araújo | Poäng    | 929   | 852  | 699   | 740  | 897   | 875   | 762   | 790  | 612   | 693     | 7849  | 19        |

Damer
Bana och väg
| Idrottare                                                                                          | Gren       | Heat     | Heat      | Kvartsfinal | Kvartsfinal | Semifinal        | Semifinal        | Final            | Final            |
| Idrottare                                                                                          | Gren       | Resultat | Placering | Resultat    | Placering   | Resultat         | Placering        | Resultat         | Placering        |
| -------------------------------------------------------------------------------------------------- | ---------- | -------- | --------- | ----------- | ----------- | ---------------- | ---------------- | ---------------- | ---------------- |
| Geisa Coutinho                                                                                     | 400 m      | 53.43    | 5         | i.u.        | i.u.        | Gick inte vidare | Gick inte vidare | Gick inte vidare | Gick inte vidare |
| Adriana Aparecida da Silva                                                                         | Maraton    | i.u.     | i.u.      | i.u.        | i.u.        | i.u.             | i.u.             | 2:33:15          | 47               |
| Jailma de Lima                                                                                     | 400 m häck | 57.05    | 8         | i.u.        | i.u.        | Gick inte vidare | Gick inte vidare | Gick inte vidare | Gick inte vidare |
| Ana Cláudia Lemos                                                                                  | 200 m      | 23.40    | 5         | i.u.        | i.u.        | Gick inte vidare | Gick inte vidare | Gick inte vidare | Gick inte vidare |
| Evelyn dos Santos                                                                                  | 200 m      | 22.97    | 4 q       | i.u.        | i.u.        | 22.82            | 7                | Gick inte vidare | Gick inte vidare |
| Rosângela Santos                                                                                   | 100 m      | BYE      | BYE       | 11.07       | 2 Q         | 11.17            | 3                | Gick inte vidare | Gick inte vidare |
| Joelma Sousa                                                                                       | 400 m      | 52.69    | 4         | i.u.        | i.u.        | Gick inte vidare | Gick inte vidare | Gick inte vidare | Gick inte vidare |
| Tamiris de Liz Evelyn dos Santos Vanda Gomes Franciela Krasucki Ana Cláudia Lemos Rosângela Santos | 4 x 100 m  | 42.55    | 4 q       | i.u.        | i.u.        | i.u.             | i.u.             | 42.91            | 7                |
| Geisa Coutinho Jailma de Lima Aline dos Santos Joelma Sousa Lucimar Teodoro                        | 4 x 400 m  | 3:32.95  | 7         | i.u.        | i.u.        | i.u.             | i.u.             | Gick inte vidare | Gick inte vidare |

Fältgrenar
| Idrottare            | Gren           | Kval  | Kval      | Final            | Final            |
| Idrottare            | Gren           | Längd | Placering | Längd            | Placering        |
| -------------------- | -------------- | ----- | --------- | ---------------- | ---------------- |
| Geisa Arcanjo        | Kulstötning    | 18.47 | 11 q      | 19.02            | 7                |
| Keila Costa          | Tresteg        | 13.84 | 20        | Gick inte vidare | Gick inte vidare |
| Andressa de Morais   | Diskuskastning | 60.94 | 16        | Gick inte vidare | Gick inte vidare |
| Laila Ferrer e Silva | Spjutkastning  | 58.39 | 21        | Gick inte vidare | Gick inte vidare |
| Maurren Maggi        | Längdhopp      | 6.37  | 15        | Gick inte vidare | Gick inte vidare |
| Fabiana Murer        | Stavhopp       | 4.50  | 15        | Gick inte vidare | Gick inte vidare |

## Fäktning
Herrar
| Idrottare       | Gren                  | Omgång 1          | Omgång 2                | Omgång 3          | Kvartsfinal       | Semifinal         | Final / BM        | Final / BM       |
| Idrottare       | Gren                  | Motståndare Poäng | Motståndare Poäng       | Motståndare Poäng | Motståndare Poäng | Motståndare Poäng | Motståndare Poäng | Placering        |
| --------------- | --------------------- | ----------------- | ----------------------- | ----------------- | ----------------- | ----------------- | ----------------- | ---------------- |
| Athos Schwantes | Värja, individuellt   | i.u.              | Verwijlen (NED) L 10–15 | Gick inte vidare  | Gick inte vidare  | Gick inte vidare  | Gick inte vidare  | Gick inte vidare |
| Guilherme Toldo | Florett, individuellt | Ali (MAR) W 15–6  | Imboden (USA) L 5–15    | Gick inte vidare  | Gick inte vidare  | Gick inte vidare  | Gick inte vidare  | Gick inte vidare |
| Renzo Agresta   | Sabel, individuellt   | BYE               | Wagner (GER) L 6–15     | Gick inte vidare  | Gick inte vidare  | Gick inte vidare  | Gick inte vidare  | Gick inte vidare |

## Gymnastik
- Huvudartikel: Gymnastik vid olympiska sommarspelen 2012

### Artistisk
Herrar
| Idrottare      | Gren       | Kval    | Kval    | Kval    | Kval    | Kval    | Kval    | Kval   | Kval      | Final            | Final            | Final            | Final            | Final            | Final            | Final            | Final            |
| Idrottare      | Gren       | Redskap | Redskap | Redskap | Redskap | Redskap | Redskap | Totalt | Placering | Redskap          | Redskap          | Redskap          | Redskap          | Redskap          | Redskap          | Totalt           | Placering        |
| Idrottare      | Gren       | F       | PH      | R       | V       | PB      | HB      | Totalt | Placering | F                | PH               | R                | V                | PB               | HB               | Totalt           | Placering        |
| -------------- | ---------- | ------- | ------- | ------- | ------- | ------- | ------- | ------ | --------- | ---------------- | ---------------- | ---------------- | ---------------- | ---------------- | ---------------- | ---------------- | ---------------- |
| Diego Hypólito | Fristående | 13.766  | i.u.    | i.u.    | i.u.    | i.u.    | i.u.    | 13.766 | 59        | Gick inte vidare | Gick inte vidare | Gick inte vidare | Gick inte vidare | Gick inte vidare | Gick inte vidare | Gick inte vidare | Gick inte vidare |
| Sergio Sasaki  | Mångkamp   | 14.533  | 14.033  | 14.633  | 16.200  | 15.200  | 14.533  | 89.132 | 11 Q      | 14.233           | 14.366           | 14.233           | 16.100           | 15.200           | 14.833           | 88.965           | 10               |
| Arthur Zanetti | Ringar     | i.u.    | i.u.    | 15.616  | i.u.    | i.u.    | i.u.    | 15.616 | 4 Q       | i.u.             | i.u.             | 15.900           | i.u.             | i.u.             | i.u.             | 15.900           | 1                |

Damer
Lag
| Idrottare         | Gren          | Kval    | Kval    | Kval    | Kval    | Kval    | Kval      | Final            | Final            | Final            | Final            | Final            | Final            |
| Idrottare         | Gren          | Redskap | Redskap | Redskap | Redskap | Totalt  | Placering | Redskap          | Redskap          | Redskap          | Redskap          | Totalt           | Placering        |
| Idrottare         | Gren          | F       | V       | UB      | BB      | Totalt  | Placering | F                | V                | UB               | BB               | Totalt           | Placering        |
| ----------------- | ------------- | ------- | ------- | ------- | ------- | ------- | --------- | ---------------- | ---------------- | ---------------- | ---------------- | ---------------- | ---------------- |
| Harumi de Freitas | Mångkamp, lag | i.u.    | 12.033  | i.u.    | i.u.    | i.u.    | i.u.      | Gick inte vidare | Gick inte vidare | Gick inte vidare | Gick inte vidare | Gick inte vidare | Gick inte vidare |
| Daiane dos Santos | Mångkamp, lag | 14.166  | 13.933  | 12.966  | i.u.    | i.u.    | i.u.      | Gick inte vidare | Gick inte vidare | Gick inte vidare | Gick inte vidare | Gick inte vidare | Gick inte vidare |
| Ethiene Franco    | Mångkamp, lag | 13.166  | 13.566  | 12.933  | 13.000  | 52.665  | 38        | Gick inte vidare | Gick inte vidare | Gick inte vidare | Gick inte vidare | Gick inte vidare | Gick inte vidare |
| Daniele Hypólito  | Mångkamp, lag | 12.900  | 14.166  | 11.900  | 13.766  | 52.732  | 37        | Gick inte vidare | Gick inte vidare | Gick inte vidare | Gick inte vidare | Gick inte vidare | Gick inte vidare |
| Bruna Leal        | Mångkamp, lag | 12.466  | 12.800  | 13.433  | 14.066  | 52.765  | 36        | Gick inte vidare | Gick inte vidare | Gick inte vidare | Gick inte vidare | Gick inte vidare | Gick inte vidare |
| Totalt            | Mångkamp, lag | 40.765  | 41.765  | 38.799  | 39.966  | 161.295 | 12        | Gick inte vidare | Gick inte vidare | Gick inte vidare | Gick inte vidare | Gick inte vidare | Gick inte vidare |

## Handboll
| \| \| Pos. \| Namn \| Ålder \| \| Klubb \| \| \| ---- \| -------------------------- \| ------------------ \| \| --------------------- \| \| \| MV \| Chana Masson (BRA) \| 33 år (1978-12-18) \| \| Randers HK \| \| \| MV \| Mayssa Pessoa (BRA) \| 27 år (1984-09-11) \| \| Issy Paris HB \| \| \| MS \| Fabiana Diniz (BRA) \| 31 år (1981-05-13) \| \| Bera Bera RT \| \| \| HS \| Alexandra Nascimento (BRA) \| 30 år (1981-09-16) \| \| Hypo Niederösterreich \| \| \| VS \| Samira Rocha (BRA) \| 23 år (1989-01-26) \| \| Hypo Niederösterreich \| \| \| MS \| Daniela Piedade (BRA) \| 33 år (1979-03-02) \| \| Hypo Niederösterreich \| \| \| VS \| Fernanda Silva (BRA) \| 22 år (1989-09-25) \| \| Hypo Niederösterreich \| \| \| MN \| Ana Paula Rodrigues (BRA) \| 24 år (1987-10-18) \| \| Hypo Niederösterreich \| \| \| VS \| Jessica Quintino (BRA) \| 21 år (1991-04-16) \| \| Adblu SC \| \| \| VN \| Silvia Pinheiro (BRA) \| 31 år (1981-01-11) \| \| Hypo Niederösterreich \| \| \| VN \| Eduarda Amorim (BRA) \| 25 år (1986-09-23) \| \| Győri Audi ETO KC \| \| \| HN \| Francine Cararo (BRA) \| 31 år (1981-01-01) \| \| Hypo Niederösterreich \| \| \| MN \| Mayara Moura (BRA) \| 25 år (1986-12-06) \| \| Mios Bigamos Handball \| \| \| HN \| Deonise Cavaleiro (BRA) \| 29 år (1983-06-20) \| \| Asfi Itxako \| | Förbundskapten: Morten Soubak                                                                                     |                            |                    |           |                       |
| \| \| Pos. \| Namn \| Ålder \| \| Klubb \| \| \| ---- \| -------------------------- \| ------------------ \| \| --------------------- \| \| \| MV \| Chana Masson (BRA) \| 33 år (1978-12-18) \| \| Randers HK \| \| \| MV \| Mayssa Pessoa (BRA) \| 27 år (1984-09-11) \| \| Issy Paris HB \| \| \| MS \| Fabiana Diniz (BRA) \| 31 år (1981-05-13) \| \| Bera Bera RT \| \| \| HS \| Alexandra Nascimento (BRA) \| 30 år (1981-09-16) \| \| Hypo Niederösterreich \| \| \| VS \| Samira Rocha (BRA) \| 23 år (1989-01-26) \| \| Hypo Niederösterreich \| \| \| MS \| Daniela Piedade (BRA) \| 33 år (1979-03-02) \| \| Hypo Niederösterreich \| \| \| VS \| Fernanda Silva (BRA) \| 22 år (1989-09-25) \| \| Hypo Niederösterreich \| \| \| MN \| Ana Paula Rodrigues (BRA) \| 24 år (1987-10-18) \| \| Hypo Niederösterreich \| \| \| VS \| Jessica Quintino (BRA) \| 21 år (1991-04-16) \| \| Adblu SC \| \| \| VN \| Silvia Pinheiro (BRA) \| 31 år (1981-01-11) \| \| Hypo Niederösterreich \| \| \| VN \| Eduarda Amorim (BRA) \| 25 år (1986-09-23) \| \| Győri Audi ETO KC \| \| \| HN \| Francine Cararo (BRA) \| 31 år (1981-01-01) \| \| Hypo Niederösterreich \| \| \| MN \| Mayara Moura (BRA) \| 25 år (1986-12-06) \| \| Mios Bigamos Handball \| \| \| HN \| Deonise Cavaleiro (BRA) \| 29 år (1983-06-20) \| \| Asfi Itxako \| | Positioner: MV - Målvakt VS - Vänstersexa VN - Vänsternia MS - Mittsexa MN - Mittnia HS - Högersexa HN - Högernia |                            |                    |           |                       |
| \| \| Pos. \| Namn \| Ålder \| \| Klubb \| \| \| ---- \| -------------------------- \| ------------------ \| \| --------------------- \| \| \| MV \| Chana Masson (BRA) \| 33 år (1978-12-18) \| \| Randers HK \| \| \| MV \| Mayssa Pessoa (BRA) \| 27 år (1984-09-11) \| \| Issy Paris HB \| \| \| MS \| Fabiana Diniz (BRA) \| 31 år (1981-05-13) \| \| Bera Bera RT \| \| \| HS \| Alexandra Nascimento (BRA) \| 30 år (1981-09-16) \| \| Hypo Niederösterreich \| \| \| VS \| Samira Rocha (BRA) \| 23 år (1989-01-26) \| \| Hypo Niederösterreich \| \| \| MS \| Daniela Piedade (BRA) \| 33 år (1979-03-02) \| \| Hypo Niederösterreich \| \| \| VS \| Fernanda Silva (BRA) \| 22 år (1989-09-25) \| \| Hypo Niederösterreich \| \| \| MN \| Ana Paula Rodrigues (BRA) \| 24 år (1987-10-18) \| \| Hypo Niederösterreich \| \| \| VS \| Jessica Quintino (BRA) \| 21 år (1991-04-16) \| \| Adblu SC \| \| \| VN \| Silvia Pinheiro (BRA) \| 31 år (1981-01-11) \| \| Hypo Niederösterreich \| \| \| VN \| Eduarda Amorim (BRA) \| 25 år (1986-09-23) \| \| Győri Audi ETO KC \| \| \| HN \| Francine Cararo (BRA) \| 31 år (1981-01-01) \| \| Hypo Niederösterreich \| \| \| MN \| Mayara Moura (BRA) \| 25 år (1986-12-06) \| \| Mios Bigamos Handball \| \| \| HN \| Deonise Cavaleiro (BRA) \| 29 år (1983-06-20) \| \| Asfi Itxako \| | Spelarnas åldrar och klubb per 27 juli 2012.                                                                      |                            |                    |           |                       |
| | Pos. | Namn                       | Ålder              |           | Klubb                 |
| | MV | Chana Masson (BRA)         | 33 år (1978-12-18) | Danmark   | Randers HK            |
| | MV | Mayssa Pessoa (BRA)        | 27 år (1984-09-11) | Frankrike | Issy Paris HB         |
| | MS | Fabiana Diniz (BRA)        | 31 år (1981-05-13) | Spanien   | Bera Bera RT          |
| | HS | Alexandra Nascimento (BRA) | 30 år (1981-09-16) | Österrike | Hypo Niederösterreich |
| | VS | Samira Rocha (BRA)         | 23 år (1989-01-26) | Österrike | Hypo Niederösterreich |
| | MS | Daniela Piedade (BRA)      | 33 år (1979-03-02) | Österrike | Hypo Niederösterreich |
| | VS | Fernanda Silva (BRA)       | 22 år (1989-09-25) | Österrike | Hypo Niederösterreich |
| | MN | Ana Paula Rodrigues (BRA)  | 24 år (1987-10-18) | Österrike | Hypo Niederösterreich |
| | VS | Jessica Quintino (BRA)     | 21 år (1991-04-16) | Brasilien | Adblu SC              |
| | VN | Silvia Pinheiro (BRA)      | 31 år (1981-01-11) | Österrike | Hypo Niederösterreich |
| | VN | Eduarda Amorim (BRA)       | 25 år (1986-09-23) | Ungern    | Győri Audi ETO KC     |
| | HN | Francine Cararo (BRA)      | 31 år (1981-01-01) | Österrike | Hypo Niederösterreich |
| | MN | Mayara Moura (BRA)         | 25 år (1986-12-06) | Frankrike | Mios Bigamos Handball |
| | HN | Deonise Cavaleiro (BRA)    | 29 år (1983-06-20) | Spanien   | Asfi Itxako           |

Damer
Gruppspel
| Lag            | S | V | O | F | GM  | IM  | MS  | P |
| -------------- | - | - | - | - | --- | --- | --- | - |
| Brasilien      | 5 | 4 | 0 | 1 | 137 | 122 | +15 | 8 |
| Kroatien       | 5 | 4 | 0 | 1 | 145 | 115 | +30 | 8 |
| Ryssland       | 5 | 3 | 1 | 1 | 151 | 125 | +26 | 7 |
| Montenegro     | 5 | 2 | 1 | 2 | 137 | 122 | +15 | 5 |
| Angola         | 5 | 1 | 0 | 4 | 132 | 142 | −10 | 2 |
| Storbritannien | 5 | 0 | 0 | 5 | 91  | 166 | −75 | 0 |

|       | 28 juli 2012 | Kroatien                     | 23 – 24  | Brasilien                           | Copper Box, London                     |                                        |
| 14:30 | 14:30        | Jovetic 6, Zebic 5, Franic 4 | (10 – 9) | Nascimento 5, Amorim 5, Cavaleiro 4 | Domare: Bonaventura, Bonaventura (FRA) | Domare: Bonaventura, Bonaventura (FRA) |
| 14:30 | 14:30        |                              |          |                                     | Domare: Bonaventura, Bonaventura (FRA) | Domare: Bonaventura, Bonaventura (FRA) |
| 14:30 | 14:30        |                              |          |                                     | Domare: Bonaventura, Bonaventura (FRA) | Domare: Bonaventura, Bonaventura (FRA) |

|       | 30 juli 2012 | Brasilien | 27–25 | Montenegro | Copper Box, London |  |
| 19:30 |              |           |       |            |                    |  |
|       |              |           |       |            |                    |  |
|       |              |           |       |            |                    |  |

|       | 1 augusti 2012 | Storbritannien | 17–30 | Brasilien | Copper Box, London |  |
| 16:15 |                |                |       |           |                    |  |
|       |                |                |       |           |                    |  |
|       |                |                |       |           |                    |  |

|       | 3 augusti 2012 | Ryssland | 31–27 | Brasilien | Copper Box, London |  |
| 16:15 |                |          |       |           |                    |  |
|       |                |          |       |           |                    |  |
|       |                |          |       |           |                    |  |

|       | 5 augusti 2012 | Brasilien | 29–26 | Angola | Copper Box, London |  |
| 11:15 |                |           |       |        |                    |  |
|       |                |           |       |        |                    |  |
|       |                |           |       |        |                    |  |

Slutspel
|  | Kvartsfinal | Kvartsfinal | Kvartsfinal |    |    | Semifinal | Semifinal | Semifinal |            |            | Final      | Final          | Final |
|  |             |             |             |    |    |           |           |           |            |            |            |                |       |
|  | A1          | Brasilien   | 19          |    |    |           |           |           |            |            |            |                |       |
|  |             |             | 19          |    |    |           |           |           |            |            |            |                |       |
|  | B4          | Norge       | 21          |    |    |           |           |           |            |            |            |                |       |
|  | B4          | Norge       | 21          |    |    | Norge     | 31        |           |            |            |            |                |       |
|  |             |             |             |    |    | Norge     | 31        |           |            |            |            |                |       |
|  |             |             | Sydkorea    | 25 |    |           |           |           |            |            |            |                |       |
|  | A3          | Ryssland    | Sydkorea    | 25 | 23 |           |           |           |            |            |            |                |       |
|  | A3          | Ryssland    |             |    | 23 |           |           |           |            |            |            |                |       |
|  | B2          | Sydkorea    | 24          |    |    |           |           |           |            |            |            |                |       |
|  |             |             |             |    |    |           |           |           |            |            | Norge      | 26             |       |
|  |             |             |             |    |    |           |           |           |            |            | Montenegro | 23             |       |
|  | A2          | Kroatien    | 22          |    |    |           |           |           |            |            |            |                |       |
|  | A2          | Kroatien    | 22          |    |    |           |           |           |            |            |            |                |       |
|  | B3          | Spanien     | 25          |    |    |           |           |           |            |            |            |                |       |
|  | B3          | Spanien     | 25          |    |    | Spanien   | 26        |           | Bronsmatch | Bronsmatch | Bronsmatch |                |       |
|  |             |             |             |    |    | Spanien   | 26        |           | Bronsmatch | Bronsmatch | Bronsmatch |                |       |
|  |             |             | Montenegro  | 27 |    |           |           |           |            |            |            |                |       |
|  | A4          | Montenegro  | Montenegro  | 27 | 23 |           |           | Sydkorea  | 29         |            |            |                |       |
|  | A4          | Montenegro  |             |    | 23 |           |           | Sydkorea  | 29         |            |            |                |       |
|  | B1          | Frankrike   | 22          |    |    |           |           |           |            |            |            | Spanien (e fl) | 31    |
|  |             |             |             |    |    |           |           |           |            |            |            |                |       |

## Judo
Herrar
| Idrottare         | Gren                     | 32-delsfinal         | Sextondelsfinal               | Åttondelsfinal                | Kvartsfinal                      | Semifinal                  | Återkval                   | Bronsmatch                   | Final                | Final            |
| Idrottare         | Gren                     | Motståndare Resultat | Motståndare Resultat          | Motståndare Resultat          | Motståndare Resultat             | Motståndare Resultat       | Motståndare Resultat       | Motståndare Resultat         | Motståndare Resultat | Placering        |
| ----------------- | ------------------------ | -------------------- | ----------------------------- | ----------------------------- | -------------------------------- | -------------------------- | -------------------------- | ---------------------------- | -------------------- | ---------------- |
| Felipe Kitadai    | Extra lättvikt (-60 kg)  | BYE                  | Davaadorjyn (MGL) W 0011–0000 | Majrashi (KSA) W 0021–0000    | Sobirov (UZB) L 0001–0100        | Gick inte vidare           | Choi G-H (KOR) W 0011–0001 | Verde (ITA) W 0011–0000      | Gick inte vidare     | 3                |
| Leandro Cunha     | Halv lättvikt (-66 kg)   | BYE                  | Zagrodnik (POL) L 0001–0011   | Gick inte vidare              | Gick inte vidare                 | Gick inte vidare           | Gick inte vidare           | Gick inte vidare             | Gick inte vidare     | Gick inte vidare |
| Bruno Mendonça    | Lättvikt (-73 kg)        | BYE                  | Uwase (RWA) W 0100–0000       | Elmont (NED) L 0002–0011      | Gick inte vidare                 | Gick inte vidare           | Gick inte vidare           | Gick inte vidare             | Gick inte vidare     | Gick inte vidare |
| Leandro Guilheiro | Halv mellanvikt (-81 kg) | BYE                  | Ovčiņņikovs (LAT) W 0010–0002 | Attaf (MAR) W 1001–0001       | Stevens (USA) L 0000–0101        | Did not advance            | Nakai (JPN) L 0001–0012    | Gick inte vidare             | Gick inte vidare     | 7                |
| Tiago Camilo      | Mellanvikt (-90 kg)      | i.u.                 | Gontiuk (UKR) W 1001–0001     | Meloni (ITA) W 1011–0001      | Choriev (UZB) W 0010–0002        | Song D-N (KOR) L 0012–0112 | BYE                        | Iliadis (GRE) L 0000–0001    | Gick inte vidare     | 5                |
| Luciano Corrêa    | Halv tungvikt (-100 kg)  | i.u.                 | Kone (MLI) W 0102–0002        | Grol (NED) L 0003–0101        | Gick inte vidare                 | Gick inte vidare           | Gick inte vidare           | Gick inte vidare             | Gick inte vidare     | Gick inte vidare |
| Rafael Silva      | Tungvikt (+100 kg)       | i.u.                 | Jónsson (ISL) W 0100–0000     | Paškevičius (LTU) W 1001–0001 | Mikhailine (RUS) L 0001–0001 YUS | Gick inte vidare           | Bor (HUN) W 0001–0001 GS   | Kim S-M (KOR) W 0011–0002 GS | Gick inte vidare     | 3                |

Damer
| Idrottare              | Gren                     | Sextondelsfinal            | Åttondelsfinal                | Kvartsfinal                  | Semifinal                   | Återkval                   | Bronsmatch                   | Final                     | Final            |
| Idrottare              | Gren                     | Motståndare Resultat       | Motståndare Resultat          | Motståndare Resultat         | Motståndare Resultat        | Motståndare Resultat       | Motståndare Resultat         | Motståndare Resultat      | Placering        |
| ---------------------- | ------------------------ | -------------------------- | ----------------------------- | ---------------------------- | --------------------------- | -------------------------- | ---------------------------- | ------------------------- | ---------------- |
| Sarah Menezes          | Extra lättvikt (-48 kg)  | Văn (VIE) W 0021–0002      | Payet (FRA) W 0001–0000       | Wu Sg (CHN) W 0011–0002      | van Snick (BEL) W 0001–0000 | BYE                        | BYE                          | Dumitru (ROU) W 0011–0000 | 1                |
| Erika Miranda          | Halv lättvikt (-52 kg)   | BYE                        | Kim K-O (KOR) L 0001–1012     | Gick inte vidare             | Gick inte vidare            | Gick inte vidare           | Gick inte vidare             | Gick inte vidare          | Gick inte vidare |
| Rafaela Silva          | Lättvikt (-57 kg)        | Roper (GER) W 0021–0002    | Karakas (HUN) L 0000-0100     | Gick inte vidare             | Gick inte vidare            | Gick inte vidare           | Gick inte vidare             | Gick inte vidare          | Gick inte vidare |
| Mariana Silva          | Halv mellanvikt (-63 kg) | Xu L (CHN) L 0001–1012     | Gick inte vidare              | Gick inte vidare             | Gick inte vidare            | Gick inte vidare           | Gick inte vidare             | Gick inte vidare          | Gick inte vidare |
| Maria Portela          | Mellanvikt (-70 kg)      | Alvear (COL) L 0000–1100   | Gick inte vidare              | Gick inte vidare             | Gick inte vidare            | Gick inte vidare           | Gick inte vidare             | Gick inte vidare          | Gick inte vidare |
| Mayra Aguiar           | Halv tungvikt (-78 kg)   | BYE                        | Mareghni (TUN) W 0020–0003    | Pogorzelec (POL) W 0000–0100 | Harrison (USA) L 0000–1010  | BYE                        | Verkerk (NED) W 1000–0000    | Gick inte vidare          | 3                |
| Maria Suellen Altheman | Tungvikt (+78 kg)        | Mondière (FRA) W 0101–0000 | Chikhrouhou (TUN) W 1001–0001 | Sugimoto (JPN) L 0100–0000   | Gick inte vidare            | Issanova (KAZ) W 0111–0002 | Tong W (CHN) L 0001–0100 UGR | Gick inte vidare          | 5                |

## Kanotsport
Slalom
| Kanotist   | Gren               | Omgång 1 | Omgång 1  | Omgång 1 | Omgång 1  | Omgång 1 | Omgång 1  | Semifinal        | Semifinal        | Final            | Final            |
| Kanotist   | Gren               | Omgång 1 | Placering | Omgång 2 | Placering | Bästa    | Placering | Tid              | Placering        | Tid              | Placering        |
| ---------- | ------------------ | -------- | --------- | -------- | --------- | -------- | --------- | ---------------- | ---------------- | ---------------- | ---------------- |
| Ana Sátila | Damernas K1 slalom | 179.92   | 21        | 110.83   | 13        | 110.83   | 16        | Gick inte vidare | Gick inte vidare | Gick inte vidare | Gick inte vidare |

Sprint
| Kanotist                      | Gren                | Heat     | Heat      | Semifinal | Semifinal | Final    | Final     |
| Kanotist                      | Gren                | Tid      | Placering | Tid       | Placering | Tid      | Placering |
| ----------------------------- | ------------------- | -------- | --------- | --------- | --------- | -------- | --------- |
| Ronílson Oliveira             | Herrarnas C1 200 m  | 42.216   | 5 Q       | 42.560    | 5 FB      | 44.586   | 12        |
| Erlon Silva Ronílson Oliveira | Herrarnas C2 1000 m | 3:41.014 | 2 Q       | 3:42.101  | 5 FB      | 3:41.484 | 10        |

## Konstsim
| Idrottare                     | Gren           | Teknisk rutin | Teknisk rutin | Fri rutin (inledande) | Fri rutin (inledande)  | Fri rutin (inledande) | Fri rutin (final) | Fri rutin (final)      | Fri rutin (final) |
| Idrottare                     | Gren           | Poäng         | Placering     | Poäng                 | Totalt (teknisk + fri) | Placering             | Placering         | Totalt (teknisk + fri) | Placering         |
| ----------------------------- | -------------- | ------------- | ------------- | --------------------- | ---------------------- | --------------------- | ----------------- | ---------------------- | ----------------- |
| Lara Teixeira Nayara Figueira | Damernas duett | 87.100        | 12            | 87.000                | 174.100                | 13                    | Gick inte vidare  | Gick inte vidare       | Gick inte vidare  |

## Modern femkamp
| Idrottare    | Gren  | Fäktning (värja) | Fäktning (värja) | Fäktning (värja) | Simning (200 m frisim) | Simning (200 m frisim) | Simning (200 m frisim) | Ridsport (hästhoppning) | Ridsport (hästhoppning) | Ridsport (hästhoppning) | Kombinerat: skytte/löpning (10 m luftpistol)/(3000 m) | Kombinerat: skytte/löpning (10 m luftpistol)/(3000 m) | Kombinerat: skytte/löpning (10 m luftpistol)/(3000 m) | Totalpoäng | Slutpoäng |
| Idrottare    | Gren  | Resultat         | Placering        | MF-poäng         | Tid                    | Placering              | MF-poäng               | Straff                  | Placering               | MF-poäng                | Tid                                                   | Placering                                             | MF-poäng                                              | Totalpoäng | Slutpoäng |
| ------------ | ----- | ---------------- | ---------------- | ---------------- | ---------------------- | ---------------------- | ---------------------- | ----------------------- | ----------------------- | ----------------------- | ----------------------------------------------------- | ----------------------------------------------------- | ----------------------------------------------------- | ---------- | --------- |
| Yane Marques | Damer | 21–14            | =6               | 904              | 2:12.39                | 6                      | 1212                   | 48                      | 9                       | 1152                    | 12:06.08                                              | 12                                                    | 2072                                                  | 5340       | 3         |

## Ridsport

### Dressyr
| Ryttare          | Häst   | Grand Prix | Grand Prix | Grand Prix Special | Grand Prix Special | Grand Prix Freestyle | Grand Prix Freestyle | Placering |
| Ryttare          | Häst   | Poäng      | Placering  | Poäng              | Placering          | Poäng                | Placering            | Placering |
| ---------------- | ------ | ---------- | ---------- | ------------------ | ------------------ | -------------------- | -------------------- | --------- |
| Luiza de Almeida | Pastor | 65,866     | 47         | Ej kvalificerad    | Ej kvalificerad    | Ej kvalificerad      | Ej kvalificerad      | 47        |

### Fälttävlan
| Tävlande                                                  | Häst              | Gren        | Dressyr | Dressyr   | Terrängbana | Terrängbana | Hoppning  | Hoppning  | Hoppning        | Hoppning        | Totalt | Totalt    |
| Tävlande                                                  | Häst              | Gren        | Dressyr | Dressyr   | Terrängbana | Terrängbana | Kval      | Kval      | Final           | Final           | Totalt | Totalt    |
| Tävlande                                                  | Häst              | Gren        | Straff  | Placering | Straff      | Placering   | Straff    | Placering | Straff          | Placering       | Straff | Placering |
| --------------------------------------------------------- | ----------------- | ----------- | ------- | --------- | ----------- | ----------- | --------- | --------- | --------------- | --------------- | ------ | --------- |
| Ruy Fonseca                                               | Tom Bombadill Too | Individuell | 53,9    | 48        | 26,4        | 45          | 12        | 42        | ej kvalificerad | ej kvalificerad | 92,3   | 42        |
| Marcelo Tosi                                              | Eleda All Black   | Individuell | 58      | 57        | 29,6        | 47          | 10        | 44        | ej kvalificerad | ej kvalificerad | 97,6   | 44        |
| Marcio Carvalho                                           | Josephine         | Individuell | 58,5    | 58        | 42,8        | 50          | 4         | 46        | ej kvalificerad | ej kvalificerad | 105,3  | 46        |
| Serguei Fofanoff                                          | Barbara           | Individuell | 72      | 73        | Utesluten   | Utesluten   | Utesluten | Utesluten | Utesluten       | Utesluten       |        | —         |
| Ruy Fonseca Marcelo Tosi Marcio Carvalho Serguei Fofanoff | som ovan          | Lag         | 170,4   | 13        | 269,2       | 10          | 295,2     | 9         | i.u.            | i.u.            | 295,2  | 9         |

### Hoppning
| Tävlande                             | Häst                | Kvalifikation | Kvalifikation | Kvalifikation | Kvalifikation | Kvalifikation | Kvalifikation | Kvalifikation | Kvalifikation | Final           | Final           | Final           | Final           | Final           | Total     |
| Tävlande                             | Häst                | Runda 1       | Runda 1       | Runda 2       | Runda 2       | Runda 2       | Runda 3       | Runda 3       | Runda 3       | Runda A         | Runda A         | Runda B         | Runda B         | Runda B         | Total     |
| Tävlande                             | Häst                | Straff        | Placering     | Straff        | Total         | Placering     | Straff        | Total         | Placering     | Straff          | Placering       | Straff          | Totalt          | Placering       | Placering |
| ------------------------------------ | ------------------- | ------------- | ------------- | ------------- | ------------- | ------------- | ------------- | ------------- | ------------- | --------------- | --------------- | --------------- | --------------- | --------------- | --------- |
| Alvaro Alfonso de Miranda Neto       | Rahmannshof's Bogen | 0             | 1             | 0             | 0             | 1             | 8             | 8             | 11            | Ej kvalificerad | Ej kvalificerad | Ej kvalificerad | Ej kvalificerad | Ej kvalificerad | 11        |
| Jose Roberto Reynoso Fernandez Filho | Maestro St Lois     | 0             | 1             | 4             | 4             | 17            | 46            | 50            | 43            | Ej kvalificerad | Ej kvalificerad | Ej kvalificerad | Ej kvalificerad | Ej kvalificerad | 43        |
| Rodrigo Pessoa                       | Rebozo              | 1             | 33            | 4             | 5             | 27            | 5             | 10            | 25            | 4               | 11              | 13              | 17              | 22              | 22        |
| Carlos Motta Ribas                   | Wilexo              | Utesluten     | Utesluten     | Utesluten     | Utesluten     | Utesluten     | Utesluten     | Utesluten     | Utesluten     | Utesluten       | Utesluten       | Utesluten       | Utesluten       | Utesluten       | 72        |

| Tävlande                                                                                              | Häst     | Runda 1 | Runda 1   | Runda 2 | Runda 2   | Placering |
| Tävlande                                                                                              | Häst     | Straff  | Placering | Straff  | Placering | Placering |
| --- | -------- | ------- | --------- | ------- | --------- | --------- |
| Alvaro Alfonso de Miranda Neto Jose Roberto Reynoso Fernandez Filho Rodrigo Pessoa Carlos Motta Ribas | som ovan | 8       | 7         | 59      | 8         | 8         |

## Rodd
Herrar
| Idrottare        | Gren          | Heat    | Heat      | Återkval | Återkval  | Kvartsfinal | Kvartsfinal | Semifinal | Semifinal | Final   | Final     | Final |
| Idrottare        | Gren          | Tid     | Placering | Tid      | Placering | Tid         | Placering   | Tid       | Placering | Tid     | Placering |       |
| ---------------- | ------------- | ------- | --------- | -------- | --------- | ----------- | ----------- | --------- | --------- | ------- | --------- | ----- |
| Anderson Nocetti | Singelsculler | 7:03,78 | 4 R       | 7:07,17  | 1 QF      | 7:17,37     | 6 SC/D      | 7:54,18   | 5 FD      | 7:25,03 | 19        |       |

Damer
| Idrottare                       | Gren                    | Heat    | Heat      | Återkval | Återkval  | Kvartsfinal | Kvartsfinal | Semifinal | Semifinal | Final   | Final     | Final |
| Idrottare                       | Gren                    | Tid     | Placering | Tid      | Placering | Tid         | Placering   | Tid       | Placering | Tid     | Placering |       |
| ------------------------------- | ----------------------- | ------- | --------- | -------- | --------- | ----------- | ----------- | --------- | --------- | ------- | --------- | ----- |
| Kissya Cataldo                  | Singelsculler           | 8:07,75 | 4 QF      | BYE      | BYE       | 8:12,85     | 6 SC/D      | 8:01,64   | 2 FC      | DNS     | 18        |       |
| Fabiana Beltrame Luana Bartholo | Lättvikts-dubbelsculler | 7:34,37 | 6 R       | 7:27,46  | 4 FC      | i.u.        | i.u.        | BYE       | BYE       | 7:41,43 | 13        |       |

## Segling
Herrar
| Seglare                    | Gren      | Lopp | Lopp | Lopp | Lopp | Lopp | Lopp | Lopp | Lopp | Lopp | Lopp | Lopp | Summerad poäng | Finalplacering |
| Seglare                    | Gren      | 1    | 2    | 3    | 4    | 5    | 6    | 7    | 8    | 9    | 10   | M*   | Summerad poäng | Finalplacering |
| -------------------------- | --------- | ---- | ---- | ---- | ---- | ---- | ---- | ---- | ---- | ---- | ---- | ---- | -------------- | -------------- |
| Ricardo Santos             | RS:X      | 14   | 9    | 14   | 21   | 14   | 22   | 4    | 10   | 5    | 18   | 10   | 113            | 9              |
| Bruno Fontes               | Laser     | 17   | 2    | 12   | 19   | 10   | 27   | 23   | 21   | 16   | 5    | EL   | 125            | 13             |
| Jorge Zarif                | Finnjolle | 15   | 20   | 15   | 20   | 16   | 24   | 14   | 21   | 19   | 21   | EL   | 161            | 20             |
| Bruno Prada Robert Scheidt | Starbåt   | 4    | 1    | 9    | 6    | 2    | 1    | 3    | 5    | 1    | 3    | 14   | 40             | 3              |

M = Medaljlopp; EL = Eliminerad – gick inte vidare till medaljloppet;
Damer
| Seglare                         | Gren         | Lopp | Lopp | Lopp | Lopp | Lopp | Lopp | Lopp | Lopp | Lopp | Lopp | Lopp | Summerad poäng | Finalplacering |
| Seglare                         | Gren         | 1    | 2    | 3    | 4    | 5    | 6    | 7    | 8    | 9    | 10   | M*   | Summerad poäng | Finalplacering |
| ------------------------------- | ------------ | ---- | ---- | ---- | ---- | ---- | ---- | ---- | ---- | ---- | ---- | ---- | -------------- | -------------- |
| Patrícia Freitas                | RS:X         | 13   | 13   | 16   | 12   | 13   | 17   | 16   | 19   | 2    | 8    | EL   | 110            | 14             |
| Adriana Kostiw                  | Laser radial | 11   | 15   | 27   | 31   | 25   | 17   | 42   | 26   | 30   | 34   | EL   | 126            | 25             |
| Ana Barbachan Fernanda Oliveira | 470          | 11   | 5    | 14   | 1    | 6    | 10   | 10   | 9    | 5    | 4    | 14   | 75             | 6              |

M = Medaljlopp; EL = Eliminerad – gick inte vidare till medaljloppet;

## Simhopp
Herrar
| Idrottare    | Gren | Kval   | Kval      | Semifinal        | Semifinal        | Final            | Final            |
| Idrottare    | Gren | Poäng  | Placering | Poäng            | Placering        | Poäng            | Placering        |
| ------------ | ---- | ------ | --------- | ---------------- | ---------------- | ---------------- | ---------------- |
| César Castro | 3 m  | 441,90 | 14 Q      | 388,40           | 17               | Gick inte vidare | Gick inte vidare |
| Hugo Parisi  | 10 m | 363,70 | 30        | Gick inte vidare | Gick inte vidare | Gick inte vidare | Gick inte vidare |

Damer
| Idrottare      | Gren | Kval   | Kval      | Semifinal        | Semifinal        | Final            | Final            |
| Idrottare      | Gren | Poäng  | Placering | Poäng            | Placering        | Poäng            | Placering        |
| -------------- | ---- | ------ | --------- | ---------------- | ---------------- | ---------------- | ---------------- |
| Juliana Veloso | 3 m  | 241,15 | 28        | Gick inte vidare | Gick inte vidare | Gick inte vidare | Gick inte vidare |

## Taekwondo
| Idrottare         | Gren             | Åttondelsfinaler     | Kvartsfinaler          | Semifinaer              | Återkval             | Bronsmatch           | Final                | Final            |
| Idrottare         | Gren             | Motståndare Resultat | Motståndare Resultat   | Motståndare Resultat    | Motståndare Resultat | Motståndare Resultat | Motståndare Resultat | Placering        |
| ----------------- | ---------------- | -------------------- | ---------------------- | ----------------------- | -------------------- | -------------------- | -------------------- | ---------------- |
| Diogo Silva       | Herrarnas −68 kg | Kim (UZB) W 3–2 SDP  | Abu-Libdeh (JOR) W 7–5 | Motamed (IRI) L 5–5 SUP | Bye                  | Jennings (USA) L 5–8 | Gick inte vidare     | 5                |
| Natália Falavigna | Damernas +67 kg  | Lee I-J (KOR) L 9–13 | Gick inte vidare       | Gick inte vidare        | Gick inte vidare     | Gick inte vidare     | Gick inte vidare     | Gick inte vidare |

## Tennis
| Spelare                   | Gren       | Omgång 1                          | Omgång 2                                            | Åttondelsfinaler                           | Kvartsfinaler                    | Semifinaler       | Final / BM        | Final / BM       |
| Spelare                   | Gren       | Motståndare Poäng                 | Motståndare Poäng                                   | Motståndare Poäng                          | Motståndare Poäng                | Motståndare Poäng | Motståndare Poäng | Placering        |
| ------------------------- | ---------- | --------------------------------- | --------------------------------------------------- | ------------------------------------------ | -------------------------------- | ----------------- | ----------------- | ---------------- |
| Thomaz Bellucci           | Herrsingel | Tsonga (FRA) L 7–6(7–5), 4–6, 4–6 | Gick inte vidare                                    | Gick inte vidare                           | Gick inte vidare                 | Gick inte vidare  | Gick inte vidare  | Gick inte vidare |
| Marcelo Melo Bruno Soares | Herrdubbel | i.u.                              | Isner / Roddick (USA) W 6–2, 6–4                    | Berdych / Štěpánek (CZE) W 1–6, 6–4, 24–22 | Llodra / Tsonga (FRA) L 4–6, 2–6 | Gick inte vidare  | Gick inte vidare  | Gick inte vidare |
| Thomaz Bellucci André Sá  | Herrdubbel | i.u.                              | B. Bryan / M. Bryan (USA) L 6–7(5–7), 7–6(7–5), 3–6 | Gick inte vidare                           | Gick inte vidare                 | Gick inte vidare  | Gick inte vidare  | Gick inte vidare |

## Triathlon
| Triathlet        | Gren                | Simning (1,5 km) | Trans 1 | Cykling (40 km) | Trans 2 | Löpning (10 km) | Total tid | Placering |
| ---------------- | ------------------- | ---------------- | ------- | --------------- | ------- | --------------- | --------- | --------- |
| Reinaldo Colucci | Herrarnas triathlon | 18:56            | 0:41    | 58:47           | 0:28    | 32:07           | 1:50:59   | 36        |
| Diogo Sclebin    | Herrarnas triathlon | 18:10            | 0:41    | 59:36           | 0:31    | 32:53           | 1:51:51   | 44        |
| Pâmella Oliveira | Damernas triathlon  | 18:27            | 0:42    | 1:08:16         | 0:36    | 36:01           | 2:04:02   | 30        |